# Илия Бирчанин
 Тази статия е за сръбския войвода от 20 век.  За сръбския кнез от Първото сръбско въстание вижте Илия Бирчанин (кнез).  
Илия Ж. Трифунович, известен като Бирчанин (на сръбски: Илија Трифуновић-Бирчанин или Ilija Trifunović-Birčanin), e сръбски четнически войвода. Илия Бирчанин взима участие в сръбската въоръжена пропаганда в Североизточна Македония. Участва в Балканските и Първата световна война, а по-късно е председател на Сдружението на сръбските четници. В 1941 година сътрудничи с италианците с благословията на върховния четнически командир Дража Михайлович, до италианската капитулация в 1943 година. През пролетта на 1942 година е назначен от Михайлович като четнически командир в Далмация, Херцеговина, Западна Босна и Югозападна Хървания. Умира в Сплит в 1943 година.

## Биография

### Ранни години
Илия Трифунович е роден в 1877 година в град Топола. В 1906 година се присъединява към сръбската пропаганда и е четник на войводата Петко Илиев, с който действа в Скопска Църна гора. По-късно е четник на войводата Войн Попович (войвода Вук) в Кумановско, където остава до избухването на Балканската война в 1912 година.
Участва в Балканските и Първата световна война с частта на Войн Попович. На 29 ноември 1916 година при щурма на Грунищките височини на Сива стена на Каймакчалан, в който Попович загива, Трифунович-Бирчанин губи едната си ръка и е провъзгласен за войвода.
След войните участва в потушаването на албански бунт в Косово. През 1924-1925 година участва в плановете за въоръжена интервенция в България от страна на сръбски четници, македонски федералисти, членове на Сдружението против българските бандити и земеделски емигранти.
От 1929 година, когато политическите партии в Югославия са забранени, до 1932 година Трифунович-Бирчанин е председател на Сдружението на сръбските четници за свобода и отечество.

### Втора световна война
След 1932 година Трифунович-Бирчанин е водач на Народна отбрана, националистическа организация на ветерани от войните. Народна отбрана е изключително влиятелна върху сръбското обществено мнение и на няколко пъти отправя апели към регента принц Павел да се съпротивлява на натиска от Германия за присъединяване към Тристранния пакт. По това време Трифунович-Бирчанин е в близък конкатк с британското Управление за специални операции (УСО), което активно се опитва да предотврати присъединяването на Югославия към Оста. УСО финансира Народна отбрана и установява особено близки връзки с Бирчанин.
След разкритието, че Драгиша Цветкович и Алексанъдр Цинцар-Маркович, югославските премиер и външен министър, ще пътуват до Виена на 24 март 1941 година, за да подпишат Тристранния пакт, УСО задейства преврат в страната. Илия Трифунович-Бирчанин участва активно в подготовката и изпълнението на преврата, като уведомява УСО, че превратът има 99% шанс за успех, и че подготовката върви добре.
Военният преврат, ръководен от шефа на военновъздушните сили генерал Душан Симович, е извършен на 27 март и принц Павел е заместен от крал Петър ІІ. След няколко дни става ясно, че Симович не е чак толкова голям противник на Оста, както УСО се надява, и Трифунович-Бирчанин заедно с други офицери „обмислят възможността за втори преврат“, макар и до германското нашествие от 6 април нищо да не е направено.
След разгрома на Югославия, Трифунович-Бирчанин бяга в Колашин, Черна гора, а оттам през октомври 1941 година в Сплит, който е под контролана Италия. Четническите командири влизат в серия колаборационистки споразумения с италианските окупационни части, насочени срещу комунистическото партизанско движение. На 20 октомври 1941 година такова споразумение сключват Трифунович-Бирчанин, Доброслав Йевджевич и Анджело де Матеис, шеф на информационното отделение на италианския Шести армейски корпус.
През януари 1942 година генерал Рензо Далмацо, командирът на Шести корпус, организира среща с надеждата четниците да вземат участие в обща операция срещу партизаните. На срещата присъстват Трифунович-Бирчанин, Добросла Йевджевич, Йездимир Дангич и Стево Радженович, макар „временно германците да налагат вето върху използването на четниците за такива цели“. Дража Михайлович е в течение на колаборационистките споразумения на Йевджевич и Трифунович-Бирчанин и ги одобрява.
Базиран в Сплит, Трифунович-Бирчанин е назначен от Михайлович за командир на четническата армия в Далмация, Херцеговина, Западна Босна и Югозападна Хърватия през лятото на 1942 година, и „четническите и италианските документи ясно показват, че ролята му на офицер за свръзка между четническите формации и италианската втора армия е толкова важна, колкото и ролята му на командир на четническите части в тези райони“. На 23 юни 1942 година с помощта на Трифунович-Бирчанин италианците създават първите части на Доброволческата антикомунистическа милиция, известна като MVAC (Milizia Volontaria Anti-Comunista), имаща за цел „унищожението на комунизма“. През 1942 и 1943 година 19 – 20 хиляди четници „огромна част от техните части в италианската окупационна зона на Хърватската марионетна държава са организирани като италиански спомагателни части“ в MVAC и снабдени с оръжия, амуниции и облекло от италианците, макар и споразумението с италианците да е застрашено в 1942 година, когато „италианците предупреждават четническите водачи Йевджевич и Трифунович, четехните части предизвикват хаос и затова те заплашват да спрат снабдяването с провизии и пари“.
Освен Йевджевич, с когото работи тясно като свръзка с италианските части, подчинените на Трифунович-Бирчанин командири са Момчило Джуич (Северна Далмация), Илия Михич и Славко Белаяц (Лика), и Петър Бачович (Херцеговина и Югоизточна Босна).
Трифунович-Бирчанин дълго време е с влошено здраве и умира в Сплит на 3 февруари 1943 година. След смъртта му Йевджевич заедно с Джуич, Бачович и Радован Иванишевич обещават на италианците, че ще продължат неговата колаборационистка политика с тях срещу партизаните.